# Gujaratella
Gujaratella is een geslacht van uitgestorven kreeftachtigen uit de klasse van de Ostracoda (mosselkreeftjes).

## Soorten
- Gujaratella bhandarii Khosla, 1979 †
- Gujaratella boldi Khosla, 1979 †
- Gujaratella quilonensis Khosla & Nagori, 1985 †
- Gujaratella tanzaniensis Ahmad, Neale & Siddiqui, 1991 †